# Союз русских патриотов
«Союз русских патриотов», впоследствии «Союз советских патриотов» и «Союз советских граждан во Франции», — бывшая организация русских эмигрантов во Франции, занимавшая просоветскую позицию и действовавшая с 1943 по 1948 годы. Насчитывала до одиннадцати тысяч членов (1946).

## История

### Предыстория
22 июня 1941 года, когда Германия напала на СССР, в Париже и пригородах начались массовые аресты российских политических и общественных деятелей эмиграции, среди которых был Д. М. Одинец.

### Организация (1943)
Во время войны многие русские эмигранты, живущие во Франции, принимали участие во французском сопротивлении в подпольной организации «Союз русских патриотов», образованной 3 октября 1943 под руководством Коммунистической партии Франции. Союз издавал газету «Русский патриот». После освобождения Франции «Союз русских патриотов» переименовывается в «Союз советских патриотов» и его орган, газета «Русский патриот» — в «Советский патриот». Деятельность организации «Союза советских патриотов» протекала в постоянном контакте с советским генеральным консульством в Париже.
После издания Указа Президиума ВС СССР о восстановлении в гражданстве СССР подданных бывшей Российской империи, проживающих на территории Франции (1946), многие русские эмигранты решили стать гражданами СССР и впоследствии получили советские паспорта.
Лев Любимов вспоминает: «…Торжественное собрание в одном из самых больших залов Парижа. На трибуне — посол СССР во Франции А. Е. Богомолов и его сотрудники. Все полно, в проходах толпа. А две трети вставших на улице в очередь за четыре часа до открытия собрания так и не вместились в зале. Выдача паспортов первым двадцати новым советским гражданам. Их вызывают поименно, и посол вручает каждому красную книжечку с золотым серпом и молотом в венке. И каждый раз стены зала потрясают громовые аплодисменты… Тысячи русских людей воспрянули душой в этот незабываемый день, как бы очистились сразу от накипи всех годов прозябания и унижения…»

### После получения советского гражданства (1946)
После получения одновременно подавляющим большинством членов «Союза советских патриотов» советского гражданства — «Союз советских патриотов во Франции» был переименован в «Союз советских граждан во Франции», объединивший в своих рядах одиннадцать тысяч членов. По указанию генерального консульства и посольства СССР Дмитрий Михайлович Одинец был избран председателем «Союза», продолжая исполнять обязанности редактора газеты «Советский патриот».

### Высылка и закрытие (1947—1948)
В ноябре 1947 года большинство членов правления «Союза советских граждан» были арестованы и высланы из Франции, этому предшествовали события в лагере Борегар.
16 января 1948 года распоряжением министра внутренних дел Франции Мона «Союз советских граждан во Франции» был закрыт, а через неделю официально закрыта и газета «Советский патриот».
17 марта 1948 года на происходившем на квартире Одинца собрании центрального правления «Союза» все участники собрания были арестованы и 20 марта высланы из Франции в советскую зону оккупации Германии.

## Видные деятели
- Николай Александрович Бердяев[4]
- Дмитрий Николаевич Вердеревский
- Игорь Александрович Кривошеин
- Лев Дмитриевич Любимов
- Дмитрий Михайлович Одинец
- Николай Николаевич Роллер[5]